# Matzikama
Matzikama es un municipio local sudafricano situado en el distrito de West Coast, en la provincia de Cabo Occidental.

## Superficie
Matzikama tiene una superficie de 12 981 km².

## Demografía
En 2022, tenía 69 043 habitantes, una densidad poblacional de 5,31 hab./km², y 19 101 viviendas.